# The Cabin in the Woods
The Cabin in the Woods (conocida como La cabaña del terror en Hispanoamérica y La cabaña en el bosque en España) es una película de terror estadounidense del año 2012, dirigida y escrita por Drew Goddard, y producida y coescrita por Joss Whedon. Está protagonizada por Kristen Connolly, Fran Kranz, Chris Hemsworth, Jesse Williams, Anna Hutchison, Bradley Whitford y Richard Jenkins. La película fue estrenada el 11 de abril de 2012.

## Argumento

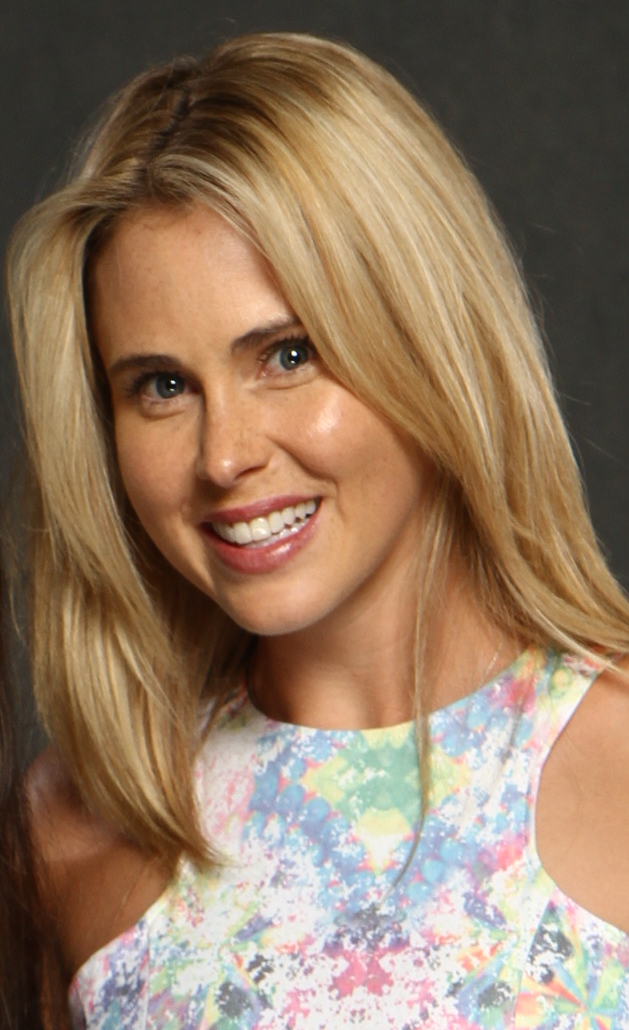
Anna Hutchison (julio de 2014)

Dos técnicos en una sofisticada instalación, Richard Sitterson (Richard Jenkins) y Steve Hadley (Bradley Whitford), se preparan para una operación desconocida, una de varias teniendo lugar en todo el mundo, aunque comentan la baja tasa de éxito obtenido y lo peligroso que puede ser. Tras tener una pequeña riña con otra de sus compañeras, Wendy Lin (Amy Acker), quien les recuerda la importancia del triunfo de su misión, ambos hombres se preparan para su tarea al enterarse del fracaso de la operación en Estocolmo, aunque señalan no estar preocupados ya que Japón jamás ha fracasado, lo que casi convierte a los demás países en una suerte de respaldo redundante.
Mientras tanto, cinco universitarios -Dana (Kristen Connolly), Curt (Chris Hemsworth), Jules (Anna Hutchison), Marty (Fran Kranz) y Holden (Jesse Williams)- van de vacaciones a una remota cabaña en el bosque propiedad de un primo de Curt, sin saber que los técnicos los observan con cámaras ocultas. A través del diseño de la cabaña, el uso de sofisticados controles ambientales y la liberación de sustancias en el aire que alteran el humor, los técnicos manipulan el medio ambiente asemejándolo a un arquetipo de terror bastante común.
Según comentan los técnicos, llevan días interviniendo los alimentos y productos cosméticos de los jóvenes con sustancias que modifican la personalidad ya que su objetivo es convertirlos en determinados estereotipos: a Jules en una rubia tonta y promiscua, a Curt en un atleta poco inteligente, a Holden en un chico inteligente y prudente, a Marty en un tonto y a Dana en una chica virginal y virtuosa. Solo Marty parece ser consciente del extraño comportamiento de sus compañeros, pero nadie lo toma en serio por ser un fumador constante de marihuana.
Al anochecer y durante un juego de "verdad o reto", los técnicos manipulan a los chicos para animarlos a explorar el sótano de la cabaña, lugar donde revisan varios objetos extraños hasta que Dana lee un pasaje en latín del diario de una de las antiguas dueñas de la cabaña, Patience Buckler (Jodelle Ferland). Tras leer las palabras, despierta a la zombificada Patience y a su familia, que se preparan para atacar a los chicos en la cabaña. En paralelo, de las conversaciones los técnicos señalan que cada objeto del sótano podía invocar una entidad diferente que definiría el tipo de evento con que deberían lidiar los muchachos, también mencionan que existen diferentes sucursales en el mundo llevando a cabo eventos similares, pero ya todos han fallado excepto ellos y Japón, lugar donde un yūrei ha atrapado a un grupo de estudiantes de primaria en un aula de clases.
Mediante el uso de feromonas y un control sobre el escenario, Sitterson y Hadley consiguen hacer que Curt y Jules intenten hacer el amor en el bosque donde son atacados por los Buckler, que matan brutalmente a Jules. Curt logra escapar e intenta alertar al resto de sus amigos, pero los técnicos aíslan a los chicos, haciéndoles creer que es buena idea separarse y los encierran en sus habitaciones. Durante el ataque Marty descubre una cámara oculta pero es atrapado por uno de los zombis. Dana y Holden se reúnen con Curt en su autocaravana y tratan de escapar del bosque por un túnel. 
Para sorpresa de Sitterson el puente no ha sido derribado por lo que debe detonarlo de forma manual impidiendo que los estudiantes escapen del escenario por poco. Al mismo tiempo se enteran de que por primera vez Japón ha fallado ya que las niñas lograron exorcizar al fantasma y ahora ellos son la única sucursal que queda en juego. Curt intenta cruzar el precipicio con su motocicleta para pedir ayuda pero al saltar choca contra un gigantesco muro invisible. Tras cada muerte Sitterson y Hadley elevan una oración y una ofrenda de sangre pidiendo a una misteriosa deidad que siga durmiendo.
Dana comienza a creer en las advertencias de Marty y junto a Holden conducen en dirección opuesta intentando buscar una salida por el extremo opuesto del bosque hasta que uno de los Buckler, que se había ocultado en la casa rodante, asesina al joven provocando que se hundan en el lago. Dana logra salir a la superficie pero es atacada por el zombi. Mientras ella lucha por su vida, Sitterson y Hadley explican a su recién integrado compañero Daniel Truman que la muerte de "la virgen" no es imprescindible pero sí lo es el que todos los demás mueran primero y que ella deba sufrir, por lo que dan por terminada su labor dando por sentado que morirá y comienzan una celebración hasta que una llamada de sus superiores les advierte que uno de los chicos sigue con vida. 
En el lago Dana es rescatada por Marty, quien la lleva hasta una de las tumbas de los Buckler para mostrarle que mató al zombi que se lo llevó y descubrió un pasadizo a una base subterránea, comprendiendo que alguien los envió tras ellos. Al investigar, Wendy descubre que la marihuana inmunizó a Marty contra las sustancias para modificar la conducta y por ello no pudieron controlarlo ni anticipar sus actos. Los jóvenes descienden por un elevador donde encuentran centenares de jaulas trasparentes con diferentes monstruos relacionados con los objetos del sótano, lo que desespera a Dana quien comprende que ella y sus amigos cayeron en una trampa para que fueran atacados. 
Sitterson y Hadley localizan a Dana y Marty en las jaulas donde envían un escuadrón armado para matarlos haciendo hincapié en que lo importante es que solo muera Marty o que sea quien muera primero. Dana decide liberar a los monstruos de su jaulas, iniciando una masacre en las instalaciones que acaba con la vida de todos los empleados y personal incluyendo a Truman, Lin y Hadley. Sitterson intenta huir pero es apuñalado accidentalmente por Dana, antes de morir, Sitterson le suplica que acabe con Marty.
Ambos se abren camino hasta un templo bajo la instalación donde conocen a la directora del lugar (Sigourney Weaver); ella les explica que fueron seleccionados para formar parte de un ritual de sacrificio, donde cinco jóvenes representan a cinco papeles: La zorra, El atleta, El erudito, El idiota y La virgen para salvar al mundo de ser conquistado por Los Antiguos, dioses malignos que permanecerán sellados y dormidos mientras el ritual sea llevado a cabo correcta y periódicamente, el orden de las muertes pueden variar siempre y cuando la muerte de la zorra sea la primera y la virgen sea la última. 
Marty argumenta que si es necesario torturar y asesinar inocentes para mantener a salvo el mundo, quizás sea hora de que la humanidad encuentre su fin, sin embargo Dana intenta matarlo para salvarse, pero es atacada por un hombre lobo antes de poder dispararle. Marty acaba forcejeando con la directora por el arma de fuego hasta que esta muere a manos de Patience quien los había seguido hasta el templo.
Con el ritual incompleto, Dana y Marty hacen las paces, comparten un porro y reflexionan sobre lo que pasará, llegando a la conclusión de que Curt jamás ha tenido un primo y que quizás realmente sea hora de que la humanidad termine, momento en que el templo, el laboratorio y la cabaña son destruidos por la mano de uno de los dioses antiguos mientras se levanta.

## Reparto
- Kristen Connolly como Dana Polk.[2][3][4][5]
- Chris Hemsworth como Curt Vaughn.
- Anna Hutchison como Jules Louden.
- Fran Kranz como Marty Mikalski.
- Jesse Williams como Holden McCrea.
- Richard Jenkins como Gary Sitterson.
- Bradley Whitford como Steve Hadley.
- Brian White como Daniel Truman.
- Amy Acker como Wendy Lin.[6]
- Sigourney Weaver como La Directora.
- Tim de Zarn como Mordecai.
- Jodelle Ferland como Patience Buckner.
- Matt Drake como Judah Buckner.
- Dan Payne como Mathew Buckner.
- Dan Shea como Padre Buckner.
- Maya Massar como Madre Buckner.
- Tom Lenk como Ronald el Interno.

## Producción
El proyecto inició su rodaje en marzo de 2009 y finalizó el 29 de mayo de 2009, en Vancouver, Columbia Británica, Canadá. Joss Whedon coescribió el guion con Drew Goddard, escritor de Cloverfield, quien marcó su debut como director con The Cabin in the Woods. Goddard ya había trabajado con Whedon en Buffy, la cazavampiros y Ángel como escritor.

## Taquilla
A 7 de mayo de 2012, la película había recaudado 38 018 748 de dólares en Norteamérica, junto con 14 400 000 en otros territorios, para un total mundial de 52 418 748 dólares.

## Recepción
The Cabin in the Woods ha tenido una buena recepción con críticas positivas; basada en 187 críticas Rotten Tomatoes le dio a la película un porcentaje de 92% de aprobado, con un puntaje de 7.8 sobre 10. Metacritic le dio a la película un 72 de 100, basada en 40 "críticas generalmente favorables".
Los críticos de Spill.com alabaron la película, llamándola un "cambio del juego" y que estaba a la par con los clásicos géneros del terror como los explorados en Evil Dead II, dándole su rango más alto: "Mejor que el sexo".
El crítico Roger Ebert le dio a The Cabin in the Woods tres estrellas de cuatro, y comento: "The Cabin in the Woods ha sido construida como un rompecabezas que los fanáticos del terror deben resolver. ¿Qué convicciones están presentes? ¿A qué autores y películas homenajean? ¿Es la propia película un acto de crítica?"
Tras haber sido adquirida por Lionsgate Films por un precio de $12.000.000, The Cabin in the Woods estuvo en el tercer puesto de las películas más taquilleras en los Estados Unidos por recaudar $14.743.614 en su fin de semana de estreno.

## Premios y nominaciones
- Sociedad de Críticos de Cine de San Diego: Nominada a Mejor Guion Original (Drew Goddard y Joss Whedon).

- Sociedad de Críticos de Cine de Detroit: Nominada a Mejor Guion (Drew Goddard y Joss Whedon.

- Asociación de Críticos de Cine de St. Louis: Nominada a Mejor Guion Original (Drew Goddard y Joss Whedon.

- Broadcast Film Critics Association: Nominada a Mejor Película de Terror o Ciencia Ficción.